# Interstate 55 Business Loop (Lincoln, Illinois)
La Interstate 55 Business Loop (abreviada I-55 Bus Loop) es una arteria periférica de la Interestatal 55 en Lincoln ubicada en el estado de Illinois. La autopista inicia en el sur desde la Salida 123 y termina en el Norte en la salida 133 de la I 55     en Springfield. Varias secciones de la autopista en el área de Lincoln, están señalizadas como la Ruta Histórica 66.

## Recorrido
La Interstate 55 Business Loop en Lincoln provee acceso a las áreas históricas del pueblo. Ambos extremos están conectados por la Interestatal 55, vía la Salida 33 en el norte, y la salida 123 en el sur. La interestatal se interseca con las rutas 10 y 121 en el centro de Lincoln.

## Mantenimiento
Al igual que las carreteras estatales, las carreteras federales, la Interstate 55 Business Loop es administrada y mantenida por el Departamento de Transporte de Illinois por sus siglas en inglés IDOT.